# Carbazol
Carbazolul este un compus heterociclic aromatic cu structură triciclică, format din două nuclee benzenice (din șase atomi fiecare), legate între ele printr-un nucleu heterociclic cu azot. Structura chimică a compusului se bazează pe cea a indolului. Este un constituent al fumului de țigară.

## Obținere

### În laborator
O metodă clasică de obținere în laborator a carbazolului este ciclizarea Borsche–Drechsel.

Sinteza Borsche–Drechsel

Într-o primă etapă, fenilhidrazina este condensată cu ciclohexanona cu obținerea iminei corespunzătoare. A doua etapă presupune o reacție de rearanjare catalizară cu acid clorhidric și ulterior o reacție de închidere a nucleului cu obținerea de tetrahidrocarbazol. În cea de-a treia etapă, acest compus este oxidat în prezența tetroxidului de plumb la carbazol.